# Paullinia yoco
El yoco (Paullinia yoco) és una planta enfiladissa de la família de les sapindàcies, nativa de la part nord-occidental de l'Amazònia.

## Descripció
És una liana de 12 cm de diàmetre a la base, amb les tiges llargues i robustes, lacticíferes, amb làtex blanc astringent. Les fulles són pennades, disposades en cinc folíols, el més gran de forma el·líptica, que mesuren fins a 35 cm de longitud. La inflorescència és axil·lar i racimiforme amb flors petites blanques a groguenques, que posseeixen cinc sèpals i pètals submembranacis. Els fruits són capsulars amb tres valves de color vermell quan estan madurs. Al seu interior contenen llavors globoses.

## Història
Paullinia yoco, com a planta i com a tradició, representa una de les peces del trencaclosques necessària per poder comprendre millor el paisatge biològic i cultural d'un dels refugis pleistocènics més importants i fràgils del planeta i l'arrel d'una de les tradicions xamàniques més forts que encara sobreviuen sobre la terra: la cultura del yagé. Per a aquests pobles indígenes, la vida sense Paullinia yoco és tan inconcebible com podria ser-ho sense el yagé. És anomenada la saba de la selva.
La medicina tradicional li atribueix propietats com a antipirètic i desinfectant.
Per contra Paullinia yoco és una liana que viu en estat espontani al peu de les muntanyes de la regió equatorial, aproximadament en la mateixa àrea de dispersió que la guayusa, i encara més en el Departament de Putumayo i el Departament de Caquetá, s'usa per a l'escorça; aquesta, raspada i abocada en aigua, subministra una beguda amb efectes similars als del guaranà. Conté un 2,73% de cafeïna.  Amb una carta de 1856, adreçada a la seva dona, Agostino Codazzi li envia una porció de liana portada de la Ceja de los Andaquíes. L'il·lustre geògraf explica: "Una mica de liana de yoco que serveix per compondre l'estómac llevant tot just la part aspra de l'escorça; després es raspa l'escorça formant com un segó, el qual es posa en una mica d'aigua tèbia després que s'hagi picat i espremut bé el suc del segó posat abans en aigua, i aquest suc és aquell que es beu prenent per dia una presa d'un pouet, o bé es treu l'escorça i es cuina amb una hora de foc posant-hi la quantitat de dues preses, que seria el que dona el tros que es mana i cada presa que quedi en un vaset d'aigua"
Paullinia yoco tendeix a desaparèixer per l'extinció de les tribus que l'usaven, i com no s'ha conreat, és difícil trobar-hi mostres per a l'anàlisi.

## Propietats
És un estimulant nerviós que a més elimina la gana.

## Taxonomia
Paullinia yoco  va ser descrita per R.E. Schult i Killip i publicat a A General History of the Dichlamydeous Plants 1: 660, l'any 1831.
Etimologia
Paullinia: nom genèric que li fou donat per Linné en honor de Simon Paulli (1603-1680), un metge i botànic alemany que fou el descobridor de la planta.
yoco: epítet